# برج الانود

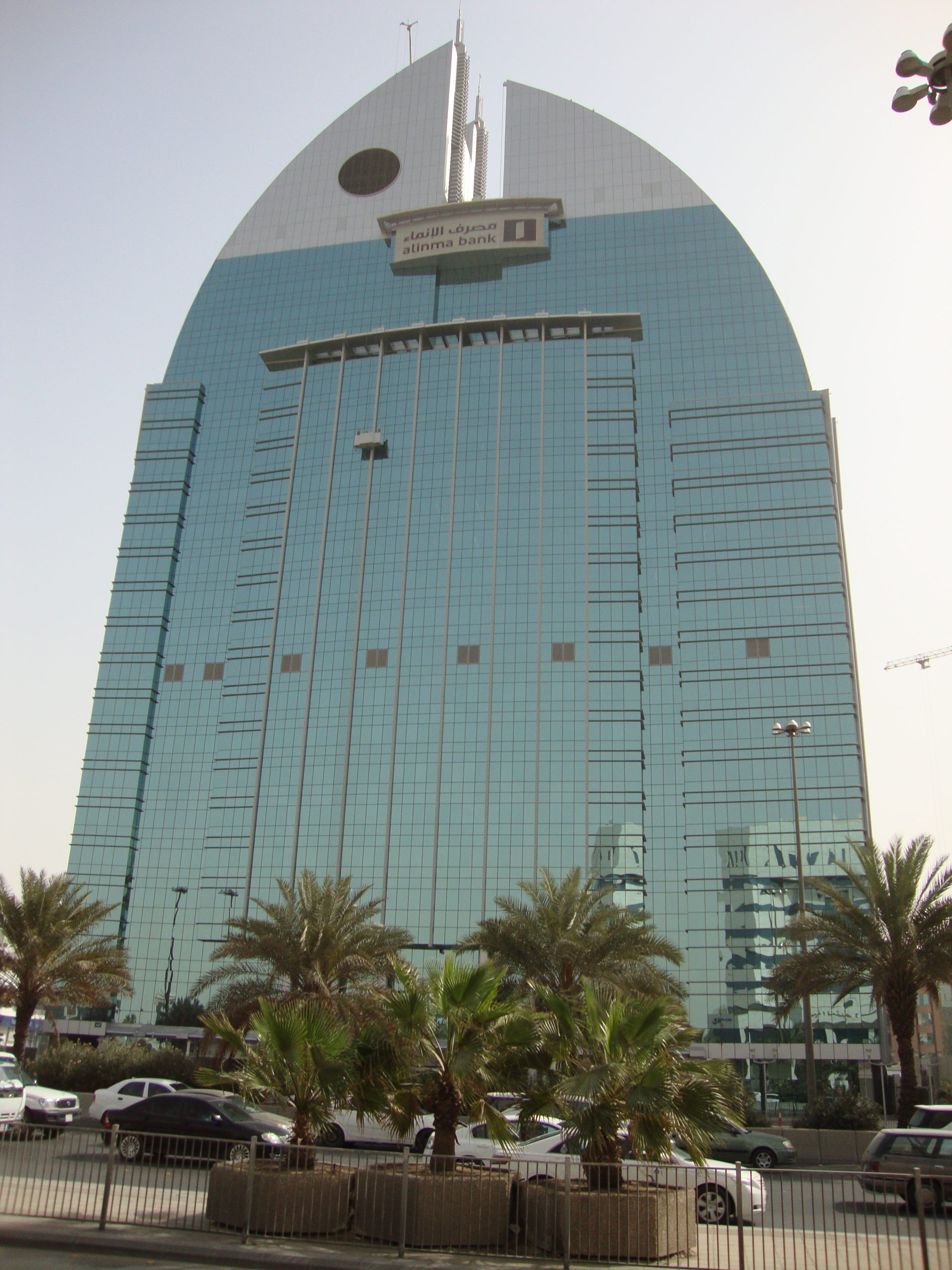
برج الانود

برج الانود (به عربی: برج العنود) یک آسمان‌خراش در عربستان سعودی است که در ریاض واقع شده‌است.